# UNIFI (ISO 20022)
UNIFI (ISO 20022) ist ein Standard der Internationalen Organisation für Normung (ISO) für die Finanzwirtschaft auf der Basis der XML-Syntax. UNIFI ist das Akronym für UNIversal Financial Industry message scheme. ISO 20022 beinhaltet ein logisches Datenmodell (das sogenannte business model), organisationsübergreifende Workflows sowie entsprechende Nachrichtentypen. Die Nachrichtentypen stehen als XSD-Dateien frei zur Verfügung.
Diese Nachrichtentypen sollen die aktuell in der SWIFT-Gemeinschaft verwendeten MT-Formate (Message Types, MT) ablösen. UNIFI-Formate werden mitunter von SWIFT als MX-Formate bezeichnet.

## Teile des Standards
- ISO 20022 Financial Services – universal financial industry message scheme
  - Part 1: Metamodel
  - Part 2: UML profile
  - Part 3: Modelling
  - Part 4: XML Schema generation
  - Part 5: Reverse engineering
  - Part 6: Message transport characteristics
  - Part 7: Registration
  - Part 8: ASN.1 generation

## ISO 20022 MX
SWIFT-Standards für MX-Nachrichten:
| MX Identifier   | Description                      |
| --------------- | -------------------------------- |
| acmt.xxx.xxx.xx | Account Management               |
| admi.xxx.xxx.xx | Administration                   |
| camt.xxx.xxx.xx | Cash Management                  |
| defp.xxx.xxx.xx | Derivatives                      |
| pacs.xxx.xxx.xx | Payments Clearing and Settlement |
| pain.xxx.xxx.xx | Payments Initiation              |
| reda.xxx.xxx.xx | Reference Data                   |
| seev.xxx.xxx.xx | Securities Events                |
| semt.xxx.xxx.xx | Securities Management            |
| sese.xxx.xxx.xx | Securities Settlement            |
| setr.xxx.xxx.xx | Securities Trade                 |
| trea.xxx.xxx.xx | Treasury                         |
| tsmt.xxx.xxx.xx | Trade Services Management        |